# Evangelisch-Lutherische Kirche in Kamerun

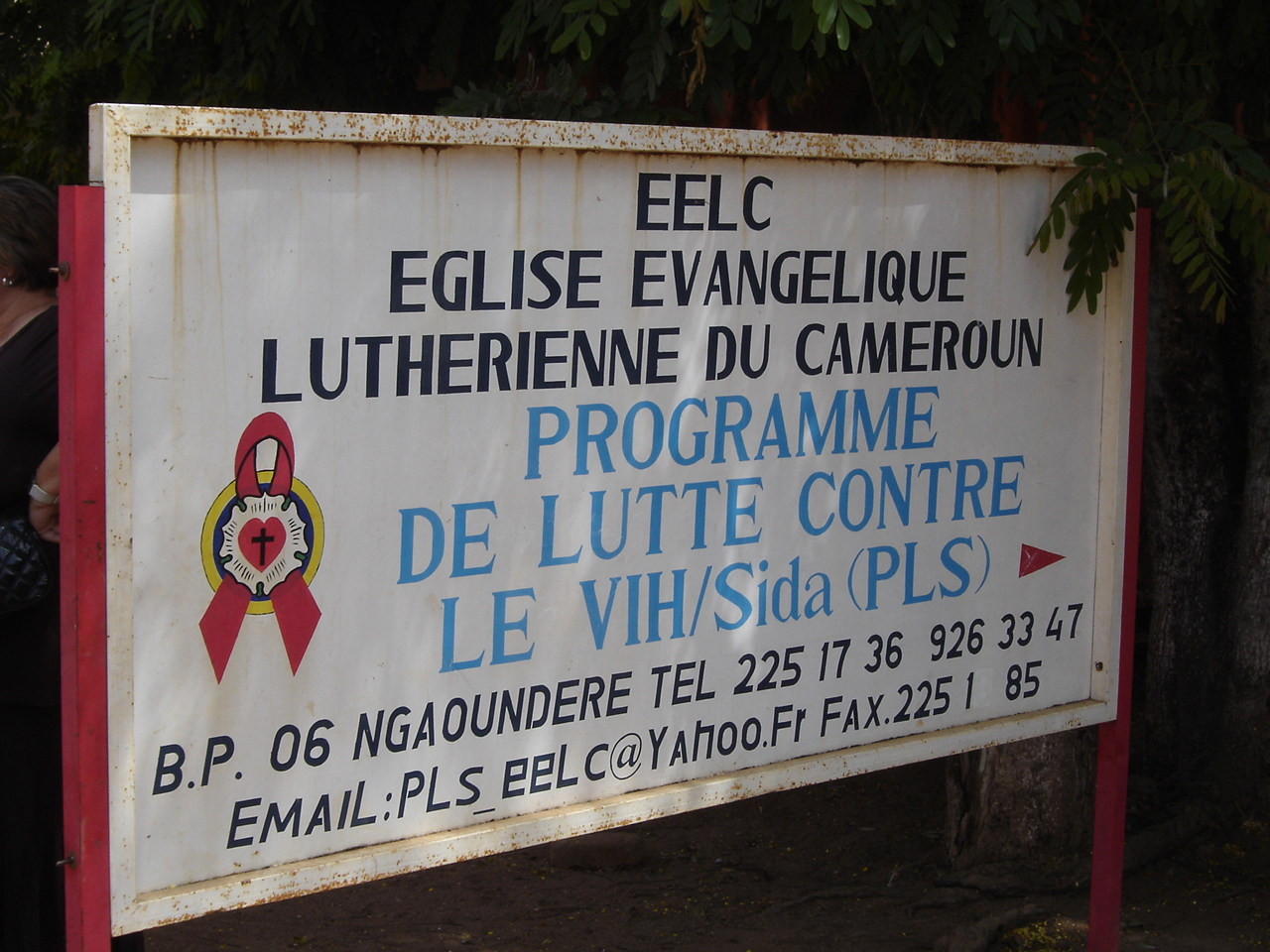
Die von der Evangelischen Kirche betriebene HIV/AIDS-Einheit

Die Evangelisch-Lutherische Kirche in Kamerun (französisch L’Eglise Evangélique Luthérienne du Cameroun, abgekürzt EELC, englisch Evangelical Lutheran Church in Cameroon, kurz ELCC) ist eine evangelisch-lutherische Kirche in Kamerun.
Die aus der Eglise Evangélique Luthérienne au Cameroun (Ngaoundéré) hervorgegangene und am 3. Juli 1967 durch Präsidentendekret anerkannte Kameruner evangelisch-lutherische Kirche geht unter anderem auf die Kameruner Sektion der Evangelischen Kirche Deutschlands während der deutschen Kolonialzeit in Deutsch-Kamerun zurück. Die evangelische Kirche war im 19. und vor allem im 20. Jahrhundert in Kamerun aktiv und war verantwortlich für die Zusammenarbeit mit anderen Institutionen, um die Entwicklung Kameruns voranzutreiben. Ein solches Programm, in das die Evangelische Kirche einbezogen wurde, war die Errichtung des Protestantischen Krankenhauses von Ngaundere in den 1950er Jahren. Heute sind sie immer noch mit der HIV/AIDS-Abteilung des Krankenhauses verbunden.
Die Kirche hat 700.00 getaufte Mitglieder. Während im Jahre 2009 die Kirche 250.035 Mitglieder zählte, verdoppelte sich ihre Zahl von 350.000 Mitgliedern seit dem Jahre 2020.